# Acidaliastis curvilinea
Acidaliastis curvilinea är en fjärilsart som beskrevs av Louis Beethoven Prout 1912. Acidaliastis curvilinea ingår i släktet Acidaliastis och familjen mätare. Inga underarter finns listade i Catalogue of Life.